# سیارک ۲۳۰۹۱
سیارک ۲۳۰۹۱ (به انگلیسی: 23091 Stansill، نامگذاری:1999XP128) بیست و سه هزار و نود و یکمین سیارک کشف شده‌است که در ۷ دسامبر ۱۹۹۹ کشف شد.
قدر مطلق سیارک برابر ۱۰.۲ است.